# 直星
直星就中國道教或台灣道教、民間信仰而言，是指行年輪值諸星之一。以《三六九十二四季之月》擇吉道法舉例，直星指丙寅、乙亥、甲申、癸巳、壬寅、辛亥、庚申等行年吉日。道教認為，人如輪值該星，凡造作、上官、赴任、嫁娶等活動，無官者百事稱心、有官者高遷等諸事皆吉。